# Missing You (Chris de Burgh)
Missing You is een nummer van de Ierse zanger Chris de Burgh uit 1988. Het is de eerste single van zijn negende studioalbum Flying Colours.
"Missing You" is een ballad die gaat over een man en een vrouw die een tijdje uit elkaar zijn geweest, maar elkaar later weer ontmoeten. Het nummer bereikte de nummer 1-positie in De Burghs thuisland Ierland. Hoewel het nummer in Nederland de 3e positie in de Tipparade haalde, werd het er wel een radiohit.